# 마리아노 유리타
마리아노 유리타 요렌테(스페인어: Mariano Yurrita Llorente; 1904년 5월 11일, 바스크 주 알차 ~ 1976년 5월 3일, 바스크 주 산 세바스티안)는 스페인의 전 축구 선수로, 1920년대에 공격수로 활동했다.

## 클럽 경력
유리타는 1904년에 산 세바스티안의 알차 구에서 출생했다. 알차는 본래 본래 독립된 행정구역이었으나, 1940년대에 들어서 산 세바스티안에 흡수되어 현재에 이른다.
그는 17세에 런던의 유명 구단이나 현재 해체된 코린시언스 이름을 빌린 코린티안스 데 산 세바스티안에 입단하여 축구 경력을 시작했다. 1922-23 시즌, 그는 산 세바스티안의 최대 구단인 레알 소시에다드에 입단하였다. 그는 에레알라의 2군 선수로 활동했으나, 1923년 3월 4일에 레알 우니온과의 경기에서 처음으로 1군 경기를 치렀다.
유리타는 당대 위대했던 세대의 선수들과 함께했는데, 그와 같은 세대에 활동했던 레알 소시에다드의 선수로는 아구스틴 에이사기레, 트리노, 마티아스, 아르비데, 아리야가, 아르톨라, 베니토 디아스, 갈라타스, 안토니오 후안테기, 그리고 우르비나 등이 있었다. 그들과 함께 레알 소시에다드는 1925년에 영원한 숙적 레알 우니온을 제치고 기푸스코아 선수권을 우승하였다.
1925년 7월, 유리타는 에레알라를 더나게 되었다. 그의 가족은 사업을 시작해 마리아노를 바르셀로나에서 훈련하고 근무케 하기로 결정했다. 당시 아마추어 선수로 활동하던 유리타는 에스파뇰에서 자투리 시간에 축구를 했다.
에스파뇰 소속으로, 유리타는 2년을 보냈다. 1927년, 유리타는 레알 소시에다드 복귀를 결정했다. 본래, 유리타가 프로 계약을 시도한다고 생각했던 에스파뇰은 이적을 막을 생각이었지만, 아마추어 선수로 활동을 계속한다는 것을 확인받고 산 세바스티안에 복귀할 수 있었다.
유리타는 레알 소시에다드 소속으로 3년 더 활동했는데, 1928년에 바르셀로나와의 코파 델 레이 결승전에서 세 경기에 걸쳐 상대한 끝에 준우승을 차지했다. 그와 함께 결승전에 출전한 선수로는 살두아, 아마데오, 마르쿨레타, 마리스칼, 촐린, 프란시스코 비엔소바스, 헤수스 이사기레를 비롯해 몇몇 전 소속 구단 동료들이 있었다.
1928년 여름, 그는 암스테르담에서 열린 1928년 하계 올림픽의 선수단에 이름을 올렸지만, 대회에 출전하지는 않았다.
라 리가가 출범하고, 그는 처음 두 시즌의 라 리가에 참가했는데, 두 시즌 모두 부동의 주전으로 활약했다. 그는 에레알라 소속으로 1부 리그 34경기에 출전해 6골을 기록했다.
비록 26세에 불과한 여전히 젊은 나이였으나, 그는 1929-30 시즌을 끝으로 은퇴를 선언했다. 그의 은퇴 요인으로는 그의 능력을 눈에 띄게 떨어뜨린 위궤양으로 지목되었다.
그는 산 세바스티안 연고 구단으로 102번의 공식 경기에 출전해 20골을 기록했다.
은퇴 후, 그는 가업에 전념했지만, 축구계에서 영원히 동떨어져 지내지 않았는데, 그는 레알 소시에다드의 재정 부서를 맡았다. 1960년대 초에는 구단의 대표를 맡기도 했다.

## 국가대표팀 경력
그는 스페인 국가대표팀 경기에 2번 출전하기도 했지만, 골을 신고한 적은 없다.
그는 암스테르담에서 열린 1928년 하계 올림픽에 참가한 스페인 선수단의 일원이었지만 대회에 출전하지는 않았다. 그는 이듬해인 1929년 4월 14일에 사라고사에서 열린 친선경기에서 국가대표팀 첫 경기를 치렀는데, 이 경기에서 스페인은 프랑스를 8-1로 이겼다. 그의 두 번째 국가대표팀 경기는 마드리드에서 열린 잉글랜드와의 경기로, 스페인은 잉글랜드를 4-3으로 이겼고, 그도 또한 인상적인 활약을 펼쳤다.

## 수상
레알 소시에다드
- 기푸스코아 선수권 대회: 1924-25, 1928-29